# Guaíra
Guaíra este un oraș în Paraná (PR), Brazilia.